# Stor äppelmossa
Stor äppelmossa (Bartramia halleriana) är en bladmossart som beskrevs av Hedwig 1801. Stor äppelmossa ingår i släktet äppelmossor, och familjen Bartramiaceae. Arten är reproducerande i Sverige. Inga underarter finns listade i Catalogue of Life.

## Bildgalleri

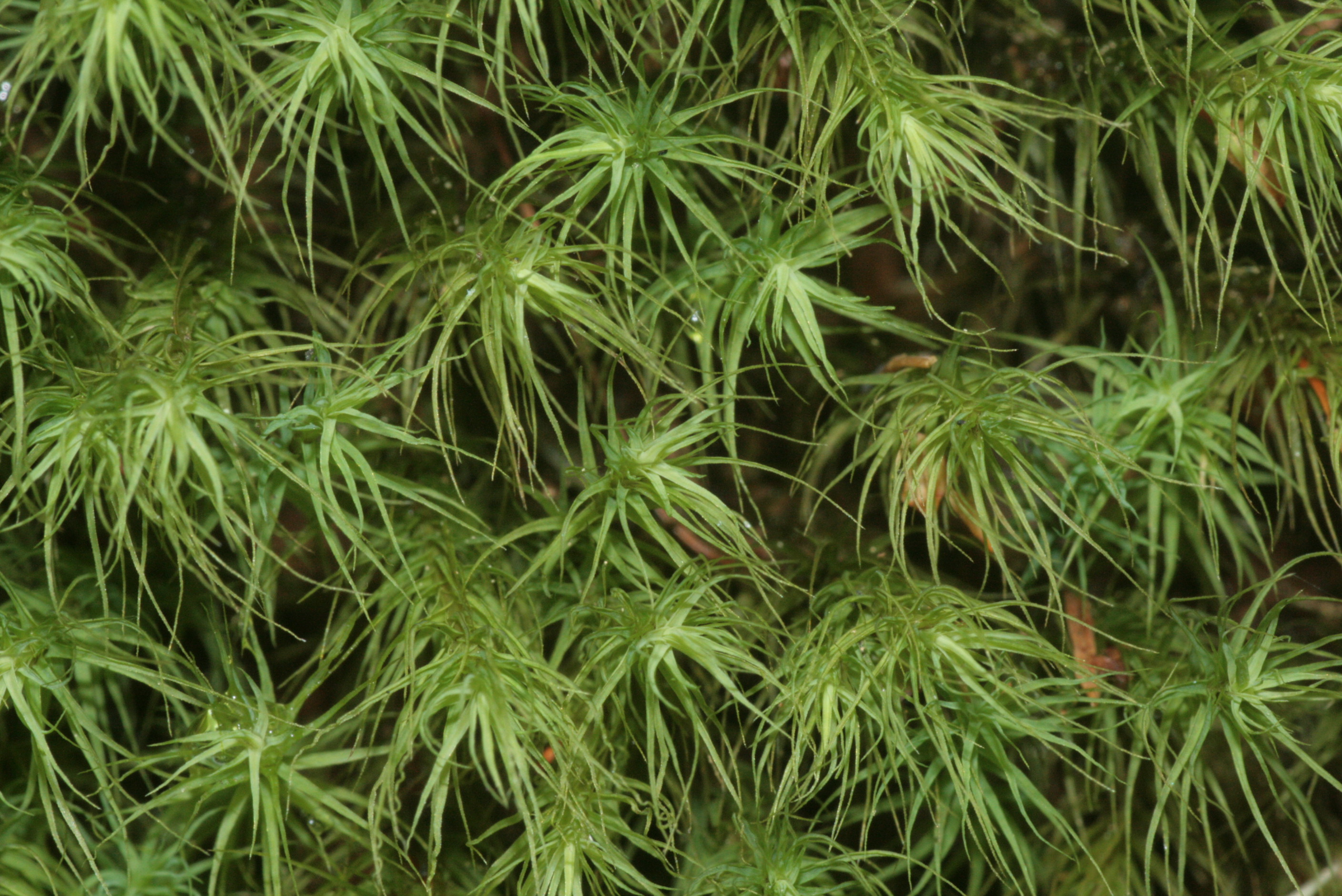
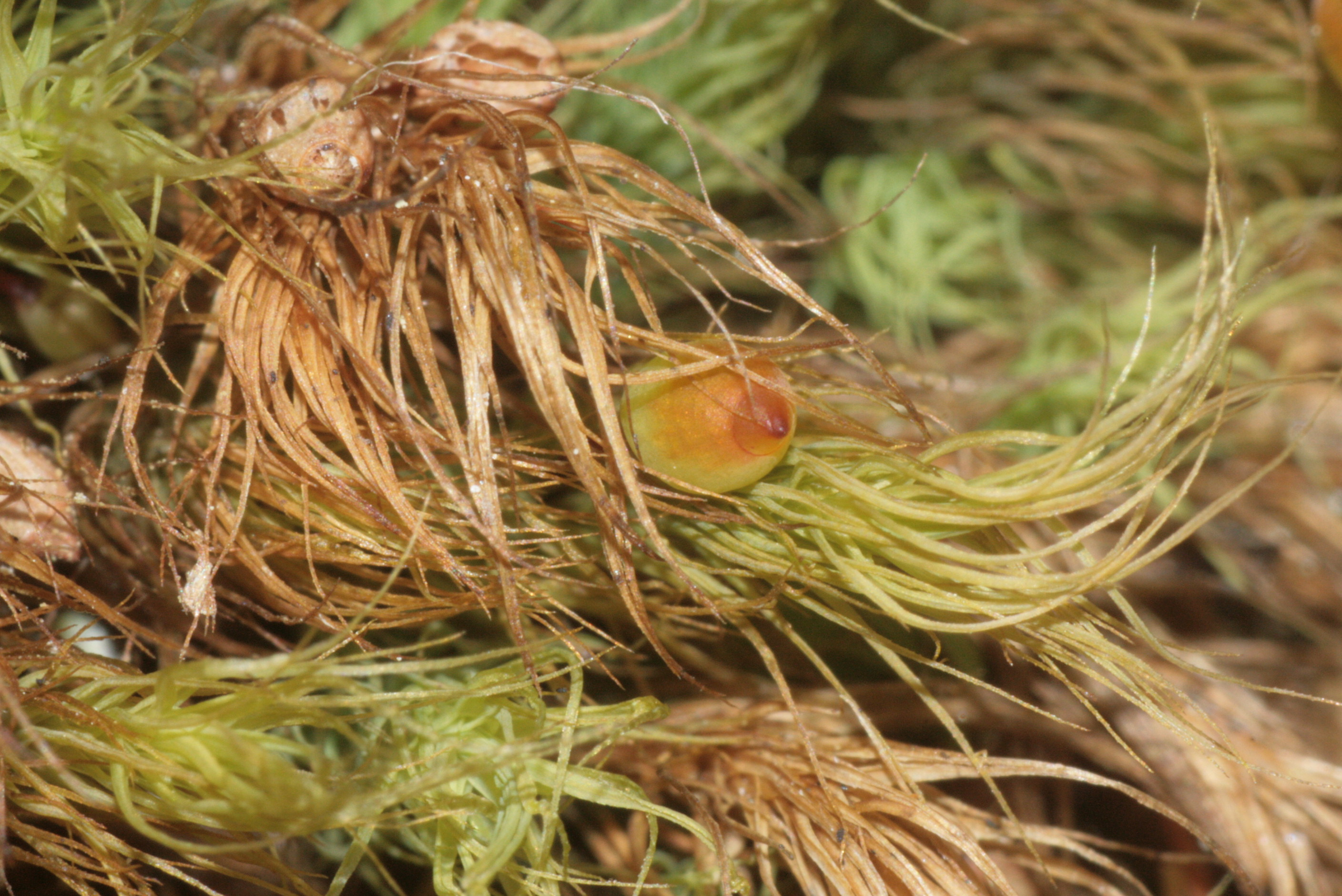
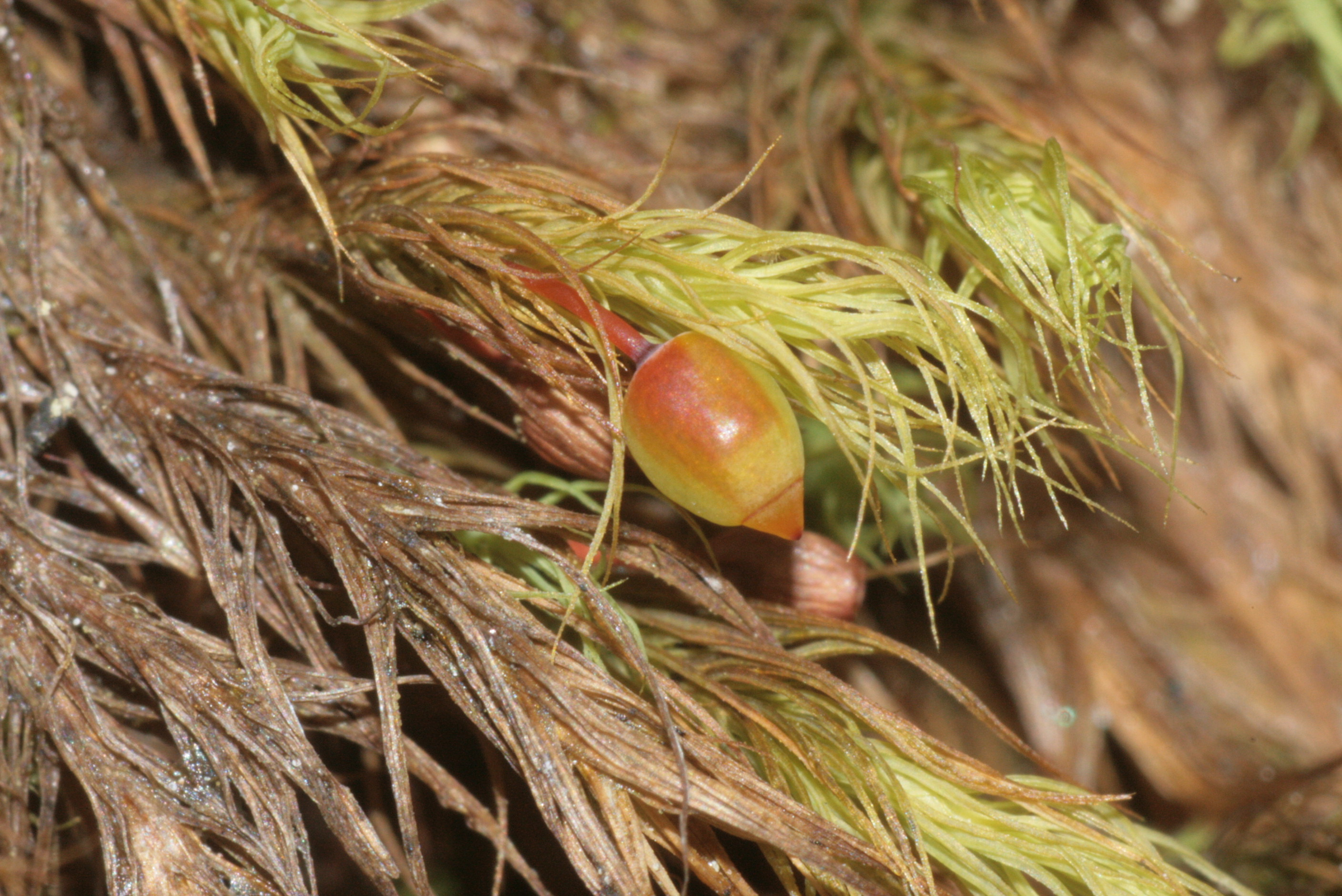
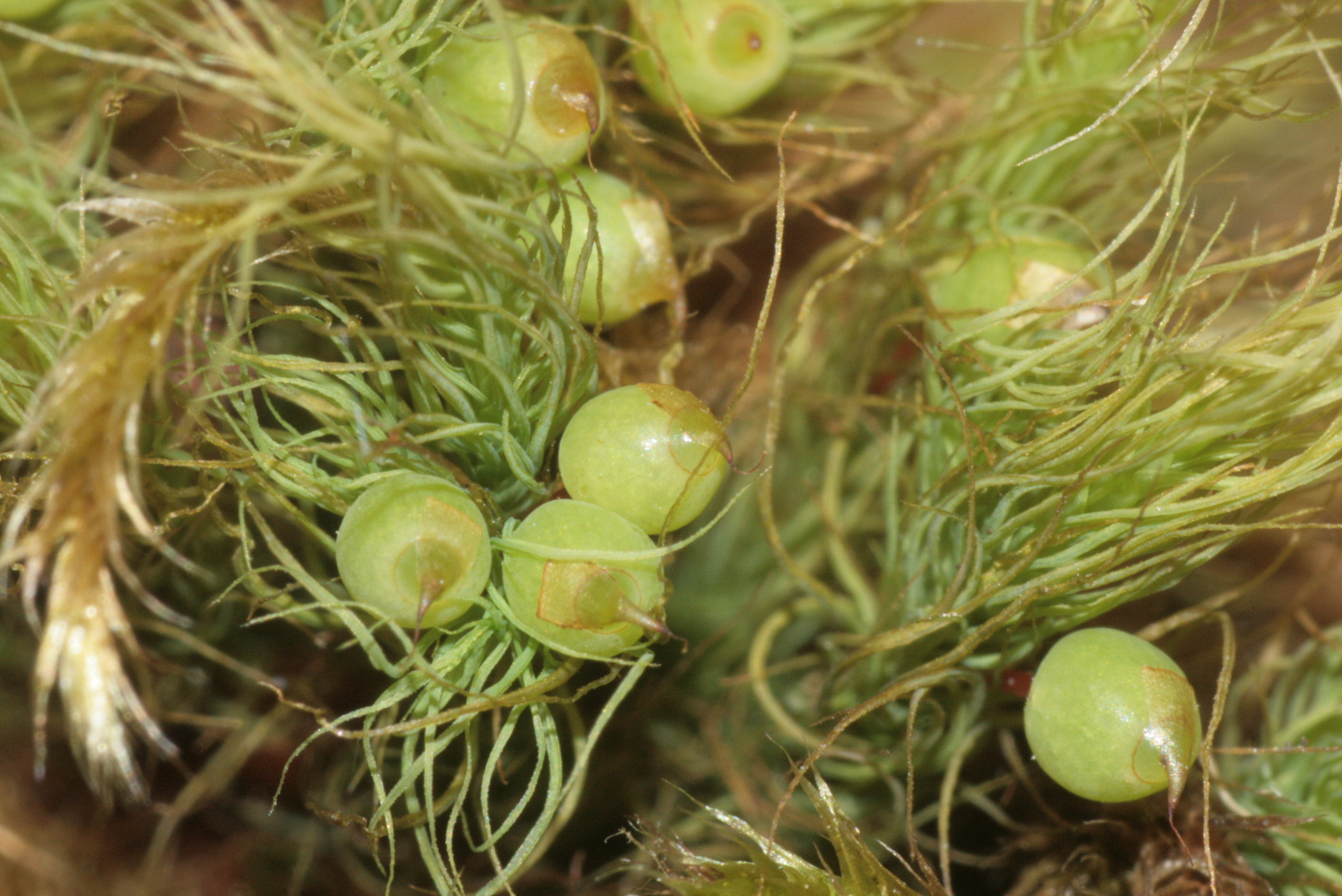